# 沃尔高·费伦茨
沃尔高·费伦茨（匈牙利語：Varga Ferenc，1925年7月3日—2023年1月17日），匈牙利男子皮划艇运动员。他曾代表匈牙利参加1952年夏季奥林匹克运动会皮划艇比赛，获得男子双人皮艇10000米铜牌。